# Battaglia di Zappolino
La battaglia di Zappolino si svolse ai piedi del colle di Zappolino, appena fuori le mura del castello, e rappresentò uno dei più grandi scontri campali avvenuti nel Medioevo: vi presero infatti parte circa 35 000 fanti e 5 300 cavalieri e più di tremila uomini persero la vita sul campo di battaglia. Fu l'unica battaglia della Guerra della secchia rapita.

## Prologo
Lo scontro avvenne a seguito delle annose rivalità esistenti tra modenesi, di parte ghibellina, e bolognesi, di parte guelfa. Negli anni precedenti il 1325, vi erano stati diversi episodi che possono essere considerati come prime avvisaglie di quello che fu uno scontro di dimensioni difficilmente immaginabili anche ai giorni nostri. Nel 1296 i bolognesi avevano invaso le terre di Bazzano e Savignano, sottraendole di fatto ai modenesi, grazie anche all'appoggio di Papa Bonifacio VIII. Questi infatti emanò nel 1298 un lodo con il quale riconosceva il possesso da parte guelfa dei castelli delle suddette località.
Il Papa con questa mossa intendeva rafforzare il suo potere sui guelfi, i quali vedevano nei ghibellini di Modena, alleati con l'imperatore, il nemico principale con il quale occorreva risolvere l'antica questione dei confini. D'altra parte Bologna aveva allargato le sue mire territoriali, dovendo fronteggiare il tumultuoso incremento demografico conseguente alla fama della sua università.
A Modena la situazione era invece leggermente più complicata; difatti, dopo la morte d'Obizzo d'Este, si era scatenata una lotta per la successione tra i figli. Tra questi riuscì a prevalere Azzo VIII, il quale, non riuscendo ad avere il supporto della nobiltà cittadina, lanciò il guanto di sfida a Bologna, nel tentativo di rafforzare il proprio prestigio. Quest'episodio inasprì gli animi e la guerra lungo il confine si fece ancora più violenta, ma Azzo ne uscì sconfitto. Alla sua morte fu eletto Passerino Bonacolsi, il quale proseguì ed inasprì la politica della guerra.
Nei mesi precedenti la data della battaglia, vi fu un'intensa attività militare sui confini tra Modena e Bologna, nel mese di luglio infatti i bolognesi entrarono nel territorio di Modena e misero al sacco la campagna, nel mese di settembre fu la volta del mantovano e di nuovo della campagna modenese, ma alla fine dello stesso mese i ghibellini conquistarono, grazie ad un tradimento, il castello di Monteveglio, che costituiva un importante baluardo per la difesa di Bologna. Zappolino e il suo castello erano diventati a questo punto l'ultima importante roccaforte a difesa dell'odierno capoluogo emiliano.

## Lo scontro
Lo scontro avvenne il 15 novembre 1325 verso il calare del sole o alle tre e mezza del pomeriggio e vide schierati circa 30000 fanti e 2500 cavalieri per i bolognesi, contro 5000 fanti e 2800 cavalieri per i modenesi, molti di questi di provenienza germanica e quindi piuttosto esperti d'arte militare. I Ghibellini erano schierati all'incirca sul pianoro dove oggi sorge l'abitato della Ziribega, mentre i Guelfi si trovavano all'inizio del pendio che dalla Bersagliera sale verso Zappolino, denominato "Prati di Saletto", tenendo alle loro spalle il castello. I bolognesi non ebbero molto tempo a disposizione per organizzare le truppe, avendole richiamate in tutta fretta da Bazzano e da Ponte Sant'Ambrogio, dove i modenesi le avevano attirate con alcuni stratagemmi; lo scopo era quello di fermare l'avanzata del nemico verso Monteveglio, dove si stava cercando di riconquistare il castello, e probabilmente di difendere la roccaforte di Zappolino.
I modenesi, agli ordini di Passerino Bonacolsi, attaccarono, guidati da Azzone Visconti, i cavalieri delle prime linee bolognesi, mentre la cavalleria di Gangalando Bertucci di Guiglia attaccò sul fianco, arrivando dalla parte di Oliveto. Alle manovre prese parte anche Muzzarello da Cuzzano, esperto del territorio come Gangalando, nonché signore dell'omonimo castello, situato a poca distanza dal luogo della battaglia. La battaglia fu molto breve, circa un paio d'ore, ma si concluse con la terribile disfatta dell'esercito bolognese. Infatti, nonostante la superiorità numerica, le truppe, prese di sorpresa dall'attacco laterale, si diedero alla fuga. Molti uomini ripararono all'interno del castello di Zappolino, altri in quello di Oliveto, altri ancora raggiunsero, inseguiti, Bologna, e qui trovarono rifugio entrando dalla porta San Felice.
I morti furono più di duemila tra cui Albertino Boschetti capo dei guelfi modenesi alleati dei bolognesi. I modenesi giunsero fino alle porte di Bologna, distruggendo al loro passaggio i castelli di Crespellano, Zola, Samoggia, Anzola, Castelfranco, Piumazzo e la chiusa del Reno presso Casalecchio, che consentiva, come oggi, la deviazione delle acque del fiume verso la città. Non tentarono però l'assedio della città, ma si limitarono a schernire per alcuni giorni gli sconfitti correndo quattro palii fuori le mura e alla fine tornarono a Modena portando in trofeo una secchia rubata in un pozzo, tuttora esistente sotto un tombino fuori porta San Felice. A seguito di tale episodio, e forse grazie anche al poema di Alessandro Tassoni che ne narra in chiave eroicomica gli eventi ("La secchia rapita"), questo avvenimento è oggi chiamato “La battaglia della secchia rapita”.
Alcuni mesi più tardi, nel gennaio del 1326, la pace firmata dalle due parti vide la restituzione dei terreni e dei castelli conquistati dai ghibellini ai bolognesi, probabilmente in cambio di denaro, passato nelle mani di Passerino Bonacolsi.
Il sacrificio di duemila uomini si era quindi rivelato del tutto inutile.
Nonostante uno scontro di tali dimensioni sia stato quasi dimenticato, forse per non aver sortito effetti storico–politici di rilievo, il ricordo della tragedia restò vivo negli animi degli sconfitti per diverso tempo. Antonio Beccari, poeta girovago che aveva vissuto alla corte degli Oleggio, diversi anni più tardi citò infatti lo scontro di Zappolino in una sua rima, dove egli cantava la crudeltà e la perfidia dell'animo umano.  